# Jan Lievens

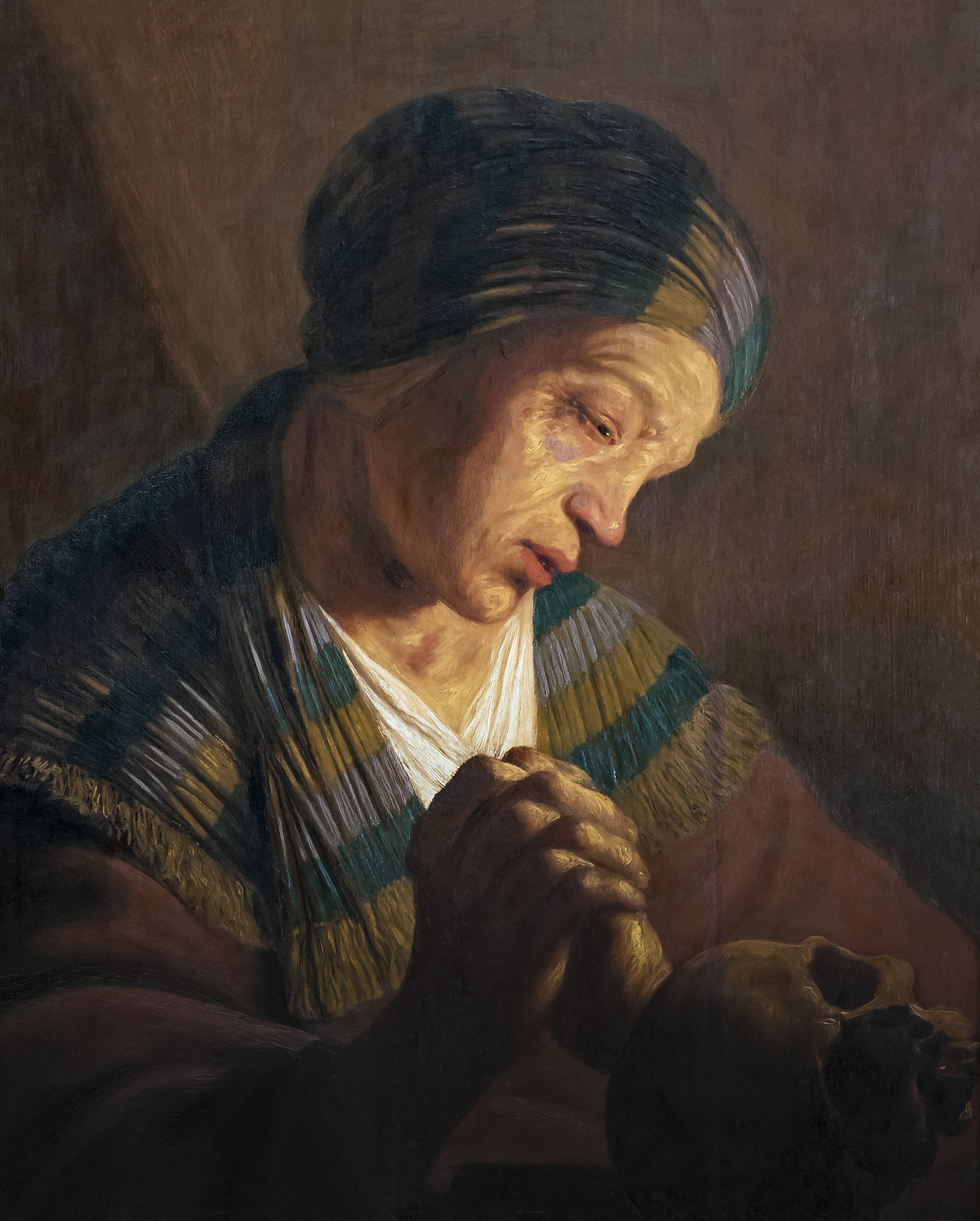
Magdalena per Jan Lievens (Museu de Belles Arts de Douai).

Jan Lievens (Leiden, 24 d'octubre de 1607 – Amsterdam, 4 de juny de 1674) fou un pintor neerlandès.
En la seva joventut va estudiar amb Pieter Lastman. Després de diversos anys com aprenent, va començar la seva carrera com artista independent als dotze anys. Va col·laborar i va compartir un estudi amb Rembrandt en la dècada de 1620. Pintava en dimensions majors que Rembrandt, encara que se li jutja menys expressiu. Va dividir la seva vida entre Anvers i Anglaterra, on va estar entre 1632 i 1644. Durant la seva estada a Anglaterra va fer un retrat de Thomas Howard, i va resultar influenciat per l'obra d'Anthony van Dyck. Va sofrir dificultats financeres importants, pel que a la seva mort, la seva família va evitar reclamar qualsevol herència per temor als deutes.